# 洛斯巴里奥斯
洛斯巴里奥斯（西班牙語：Los Barrios）是西班牙安达卢西亚自治区加的斯省的一个市镇。总面积331平方公里，总人口23374人（2017年）。

## 人口
| 洛斯巴里奥斯 |
|              |
| 来源：INE    |

## 图集

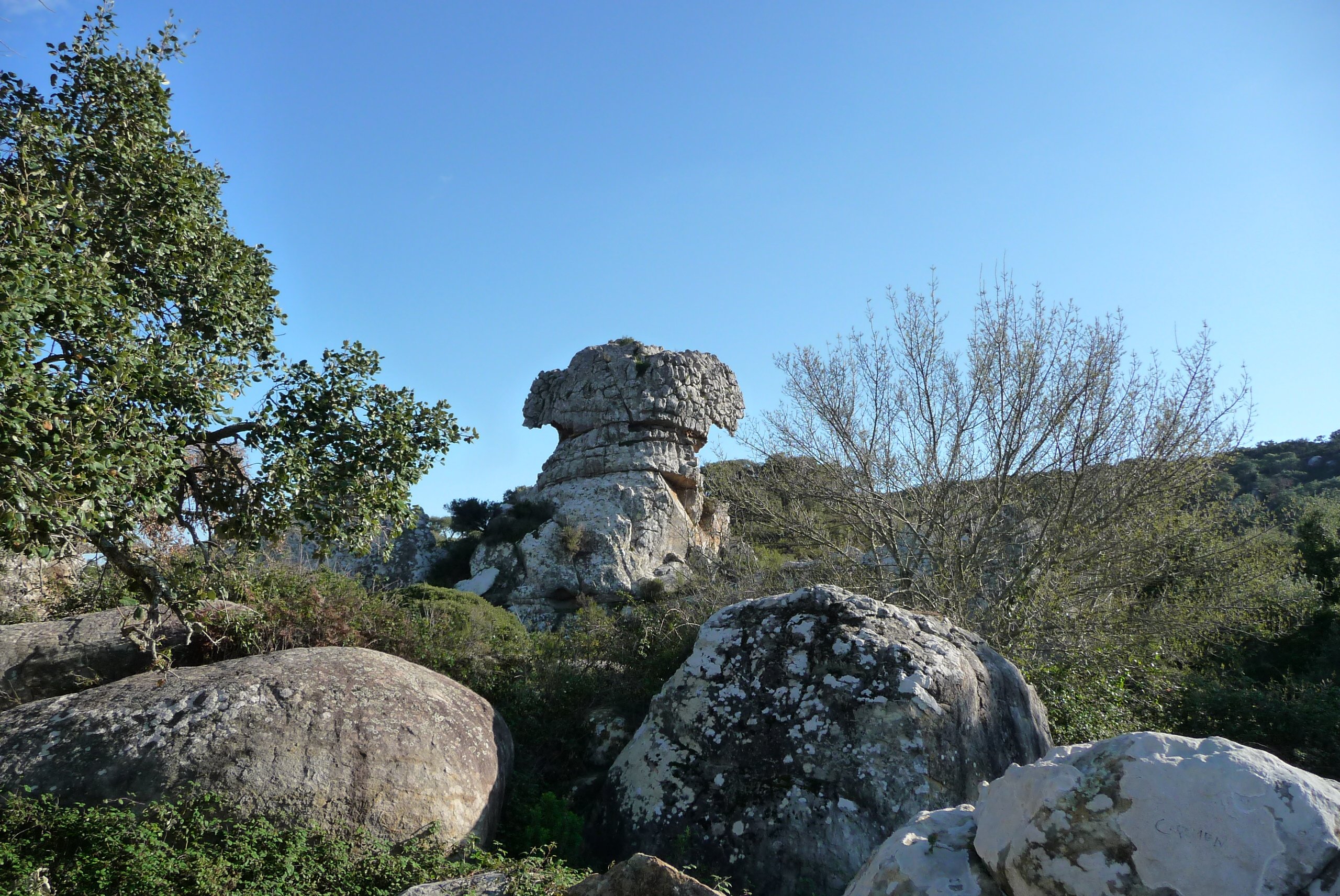
自然公园
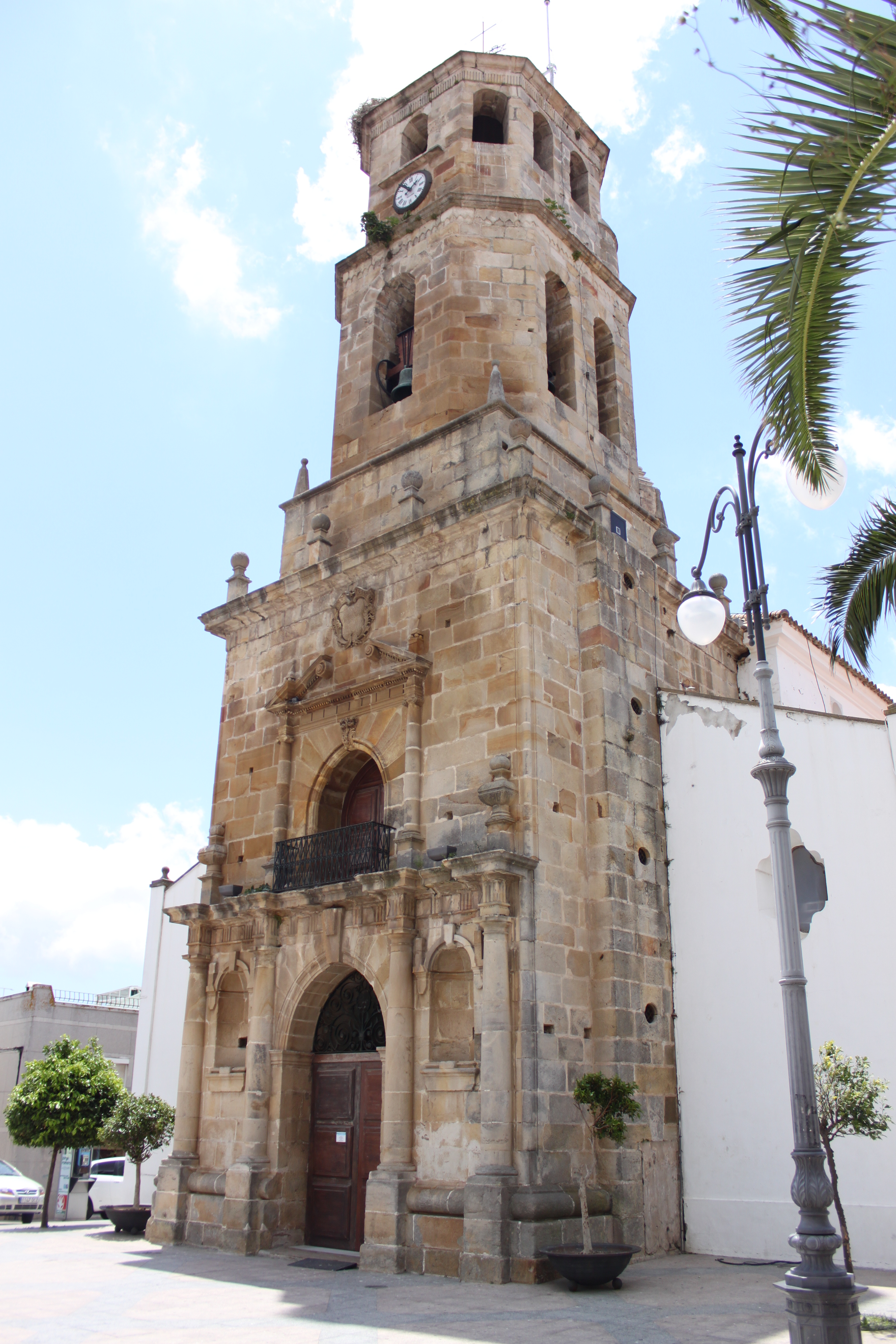
教堂
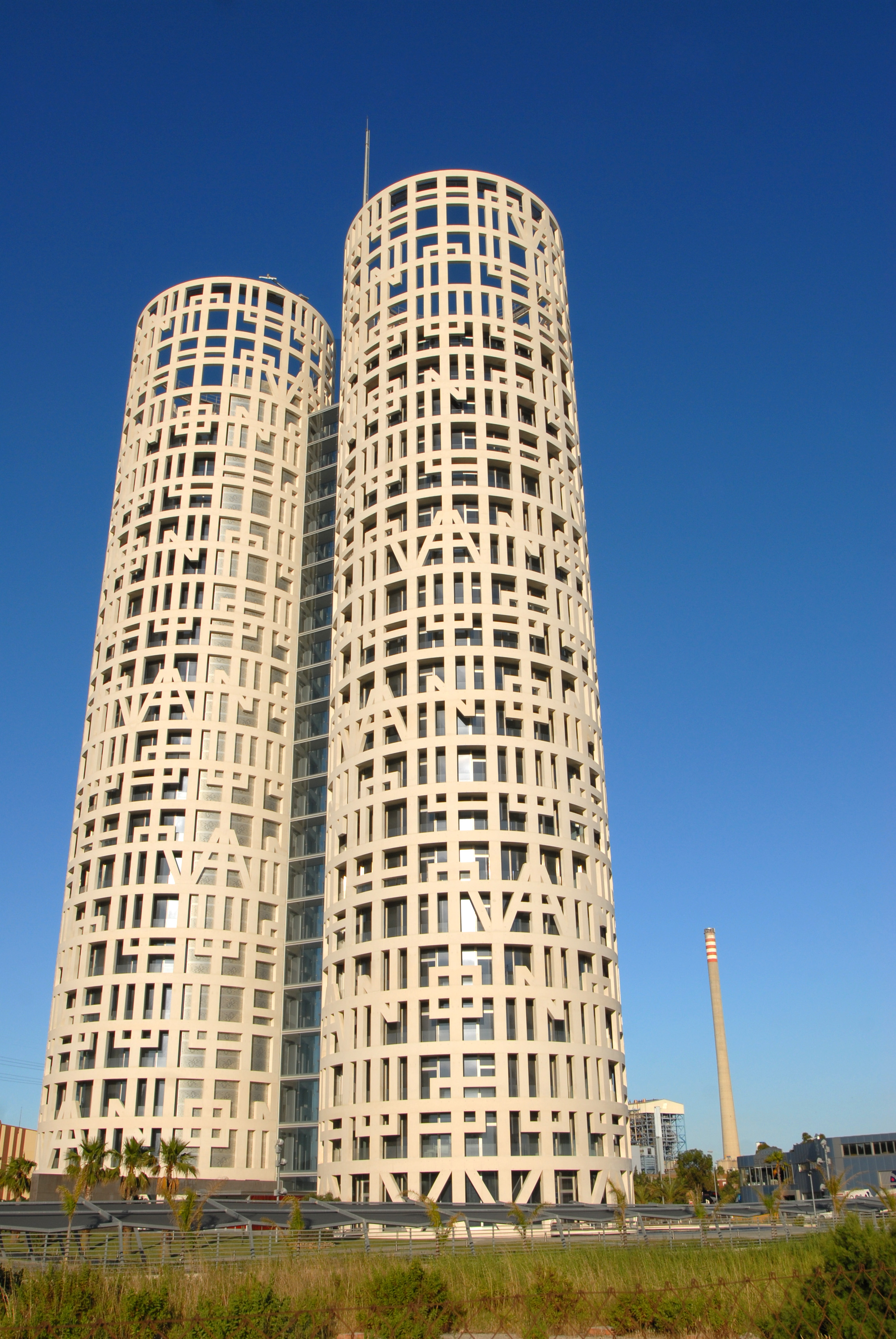
赫拉克勒斯塔
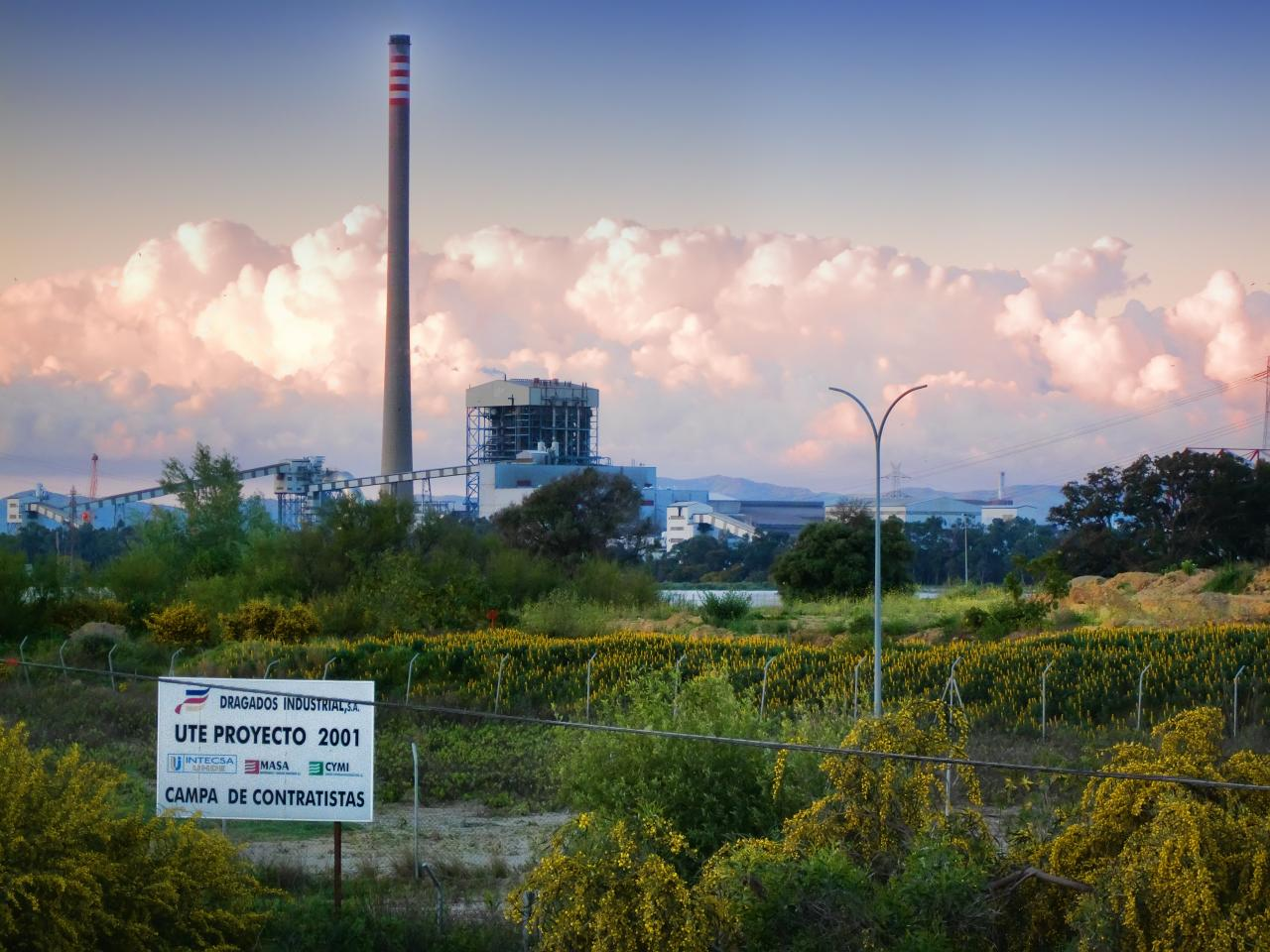
发电站
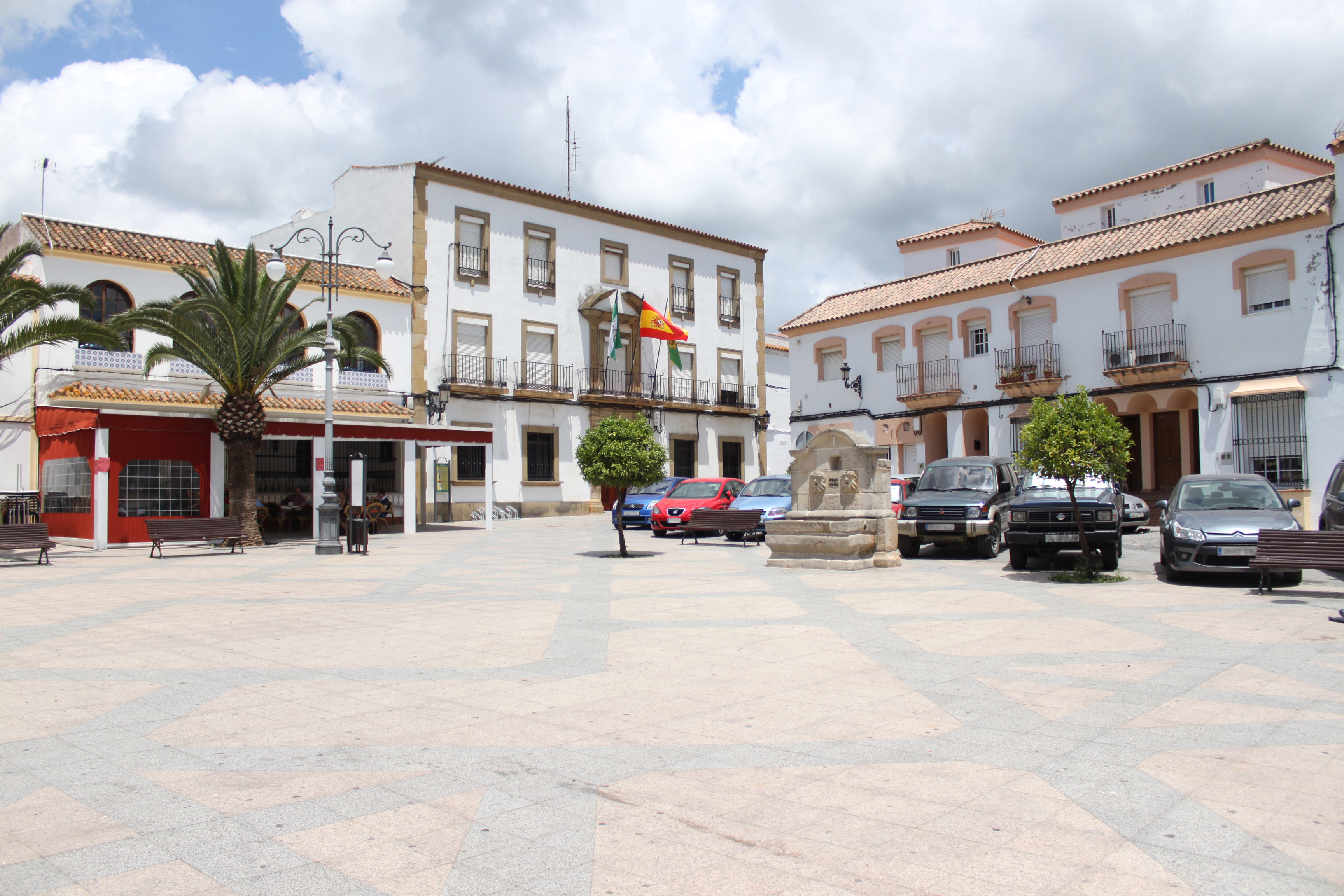
市政厅